# Sardis (Geòrgia)
Sardis és una població dels Estats Units a l'estat de Geòrgia. Segons el cens del 2000 tenia 1.171 habitants.

## Demografia
Segons el cens del 2000, Sardis tenia 1.171 habitants, 419 habitatges, i 292 famílies. La densitat de població era de 299,4 habitants/km².
Dels 419 habitatges en un 38,4% hi vivien nens de menys de 18 anys, en un 40,3% hi vivien parelles casades, en un 24,1% dones solteres, i en un 30,3% no eren unitats familiars. En el 26,7% dels habitatges hi vivien persones soles el 15,5% de les quals corresponia a persones de 65 anys o més que vivien soles. El nombre mitjà de persones vivint en cada habitatge era de 2,79 i el nombre mitjà de persones que vivien en cada família era de 3,43.
Per edats la població es repartia de la següent manera: un 34,3% tenia menys de 18 anys, un 9,2% entre 18 i 24, un 25,5% entre 25 i 44, un 18,4% de 45 a 60 i un 12,5% 65 anys o més.
L'edat mediana era de 30 anys. Per cada 100 dones de 18 o més anys hi havia 76,8 homes.
La renda mediana per habitatge era de 22.917 $ i la renda mediana per família de 28.083 $. Els homes tenien una renda mediana de 25.000 $ mentre que les dones 17.109 $. La renda per capita de la població era d'11.128 $. Entorn del 29,2% de les famílies i el 35,5% de la població estaven per davall del llindar de pobresa.

## Poblacions més properes
El següent diagrama mostra les poblacions més properes.